# Diga di Ataköy
La diga d'Ataköy è una diga della Turchia. Si trova nella provincia di Tokat. Si trova a valle della grande diga di Almus e fa da ausilio alla diga principale.